# لورنس نيو
لورنس نيو (بالإنجليزية: Laurence New)‏ هو ضابط بريطاني، ولد في 25 فبراير 1932.